# Operación Himmler
Operación Himmler, Provocación de Gleiwitz o Incidente de Gleiwitz es el nombre dado a la operación de bandera falsa dirigida por Alfred Helmut Naujocks, bajo las órdenes de Reinhard Heydrich, el 31 de agosto de 1939, tras la que la Alemania nazi invade Polonia sin previa declaración de guerra.
La operación consistió en un ataque por tropas alemanas con uniforme polaco a la emisora de radio fronteriza alemana de Gleiwitz (o de Gliwice, nombre oficial polaco actual), para luego difundir un mensaje en que se animaba a la minoría polaca de Silesia a tomar las armas contra Adolf Hitler. Como "prueba" del ataque, los nazis asesinaron y vistieron con uniformes polacos a algunos prisioneros del campo de concentración de Dachau.
Este pretexto de la propaganda nazi fue inútil, ya que ni Francia ni el Reino Unido lo aceptaron como válido, declarando la guerra a Alemania tras la invasión de Polonia de 1939, dando así comienzo a la Segunda Guerra Mundial.
Hasta los juicios de Núremberg no se supo realmente lo que había ocurrido cuando fueron desclasificados documentos secretos de las Schutzstaffel (SS).
La emisora de radio y la torre de transmisiones, enteramente construida de madera y conocida como la Torre Eiffel de Silesia, aún se conservan en buen estado en una parcela de terreno situada al norte de Gliwice entre las calles Tamogorska y Lubliniecka, junto al enlace de la circunvalación (carretera nacional 4) con la carretera 78. 50°18′48″N 18°41′21″E / 50.313370, 18.689037

## Contexto
La Segunda Guerra Mundial en Europa suele ser considerada como una continuación de la Primera Guerra Mundial ya que ésta dejó muchas disputas sin resolver. Sin embargo, el nazismo no solo se limitó a recuperar los territorios perdidos por el Imperio alemán en 1918, sino que también planeó anexar grandes extensiones de territorio en el este, destruyendo el bolchevismo en el proceso; e impulsó operaciones de «limpieza» racial, dentro de los territorios ocupados por la Alemania.
El fin de la Primera Guerra Mundial fue coronado con el Tratado de Versalles. En vista que los Aliados no habían entrado a Alemania todavía y la monarquía había sido depuesta, los líderes alemanes creyeron que su país tenía bases para negociar un tratado de paz que siguiera las de los Catorce Puntos del presidente Wilson. Esta esperanza no se vio realizada, y el Tratado de Versalles despojó al Imperio alemán de sus colonias y de territorio en el este y en el oeste. Esto generó resentimiento en el pueblo alemán, que empezó a considerar que los grupos políticos alemanes que participaron en la revolución de Noviembre, que había precipitado la caída de la monarquía y la firma del armisticio de Compiègne, eran los responsables de la crisis económica y política que siguió. Este sentimiento luego fue plasmado en la leyenda de la puñalada en la espalda; que fue utilizada por los militares alemanes para culpar a los socialistas, comunistas y judíos de la derrota alemana en la guerra.
La Primera Guerra Mundial no solo modificó las fronteras alemanas ya que otros dos grandes imperios, el austrohúngaro y el ruso, también sufrieron enormes pérdidas territoriales. Austria y Hungría fueron separadas, y sus posesiones al norte y al sur de Europa fueron reorganizadas bajo la forma de dos nuevas naciones: Checoslovaquia y Yugoslavia. En el este, la Rusia bolchevique perdió el control de los países bálticos y tuvo que hacer frente a una sangrienta guerra civil. Del Tratado de Versalles surgieron entonces once nuevos Estados, que debían servir como barreras contra la expansión germana y soviética.
Más dramático fue el renacimiento de Polonia. Las esferas de influencia rusa y polaca chocaron en 1919, ya que cada bando intentó ocupar la mayor cantidad de territorio entre ellos, y se dio inicio a la guerra polaco-soviética. Polonia logró evitar ser derrotada en el último momento; y ambos bandos, exhaustos, cesaron las hostilidades. Sin embargo, tanto Alemania como la Unión Soviética continuaron deseando una revisión de los tratados de paz. Además, al igual que Checoslovaquia y Yugoslavia, Polonia contó con importantes minorías étnicas en sus territorios: alemanes, ucranianos, etc., que no se sentían representadas por sus gobiernos. Finalmente, estas minorías contribuirían en el desmembramiento de sus Estados.

### Corredor polaco

Localización y límites del "Corredor polaco".

Corredor polaco o pasillo polaco (en alemán: Weichselkorridor; en polaco: Korytarz polski), es la denominación del territorio demarcado en el Tratado de Versalles que se extendía por la desembocadura  del río Vístula, para revivir el extinto estado de Polonia asegurando su acceso al mar Báltico. Este territorio perteneció al Imperio alemán hasta el fin de la Primera Guerra Mundial. 

## Incidente de Gliwice

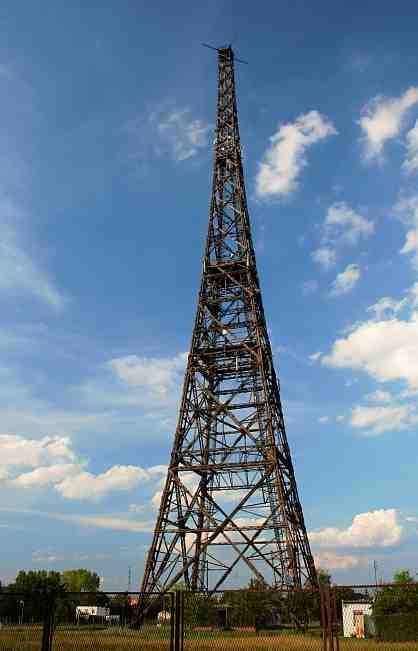
La torre de radio de Gliwice, Polonia.

Mucho de lo que se sabe del incidente proviene de la declaración jurada del SS-Sturmbannführer Alfred Naujocks en los Juicios de Núremberg. En su testimonio, dijo que él organizó el incidente siguiendo órdenes de Reinhard Heydrich y de Heinrich Müller, jefe de la Gestapo. La noche del 31 de agosto, un pequeño grupo de operativos alemanes vestidos con uniformes polacos y liderados por Naujocks se apoderó de la estación de radio de Gliwice y emitió un breve mensaje anti-alemán en polaco. Las fuentes difieren acerca del contenido del mensaje.
La operación fue llamada "Grossmutter Gestorben" (Abuela Murió). La operación tenía como objetivo hacer que el ataque y la transmisión parecieran obra de saboteadores polacos antialemanes. La operación fue planeada y llevada a cabo desde el Palacio de Sławięcice (en alemán Schloss Slawentzitz).
Para que el ataque pareciese más convincente, la Gestapo asesinó a Franciszek Honiok, un ciudadano de la Alta Silesia soltero de 43 años. Era un granjero católico conocido por simpatizar con los polacos. Fue arrestado el día anterior por la Gestapo y fue vestido como un saboteador. Posteriormente, le dejaron inconsciente con una inyección de drogas para matarlo después a tiros. El cadáver de Honiok fue depositado en la escena de modo que pareciese que había sido asesinado mientras se atacaba la estación. Su cuerpo fue luego presentado a la policía como prueba del ataque. Varios prisioneros del campo de concentración de Dachau fueron drogados, asesinados a tiros en el lugar y sus caras fueron desfiguradas para hacer imposible la identificación. Los alemanes se referían a ellos con la palabra en clave "Konserve" (producto enlatado). Algunas fuentes se refieren a la operación de forma incorrecta como Operación Carne Enlatada.
En un testimonio oral en los Juicios de Núremberg, Erwin von Lahousen dijo que su división Abwehr fue una de las dos a las que se les dieron uniformes del ejército polaco, equipamiento y carnés para identificarse; más tarde, Wilhelm Canaris le dijo que habían disfrazado a personas de los campos de concentración con estos uniformes y les habían ordenado atacar las estaciones de radio.

## Consecuencias
La invasión de Polonia fue la primera de las agresiones bélicas que la Alemania de Hitler emprendería. El ejército polaco fue fácilmente derrotado, al no poder hacer frente a las superiores tropas germanas, las cuales estaban usando su famosa técnica llamada blitzkrieg (‘guerra relámpago’) inventada por el general Heinz Guderian, basadas en un gran movimiento rápido de los blindados y la máxima potencia de fuego brutalmente aplicada. No obstante, la caída de Polonia se aceleraría por la posterior invasión hecha por la Unión Soviética el 17 de septiembre y la ausencia de ayuda de sus aliados Reino Unido y Francia. 